# Elaphoglossum latevagans
Elaphoglossum latevagans är en träjonväxtart som beskrevs av John T. Mickel. Elaphoglossum latevagans ingår i släktet Elaphoglossum och familjen Dryopteridaceae. Inga underarter finns listade.